# Château de la Muette

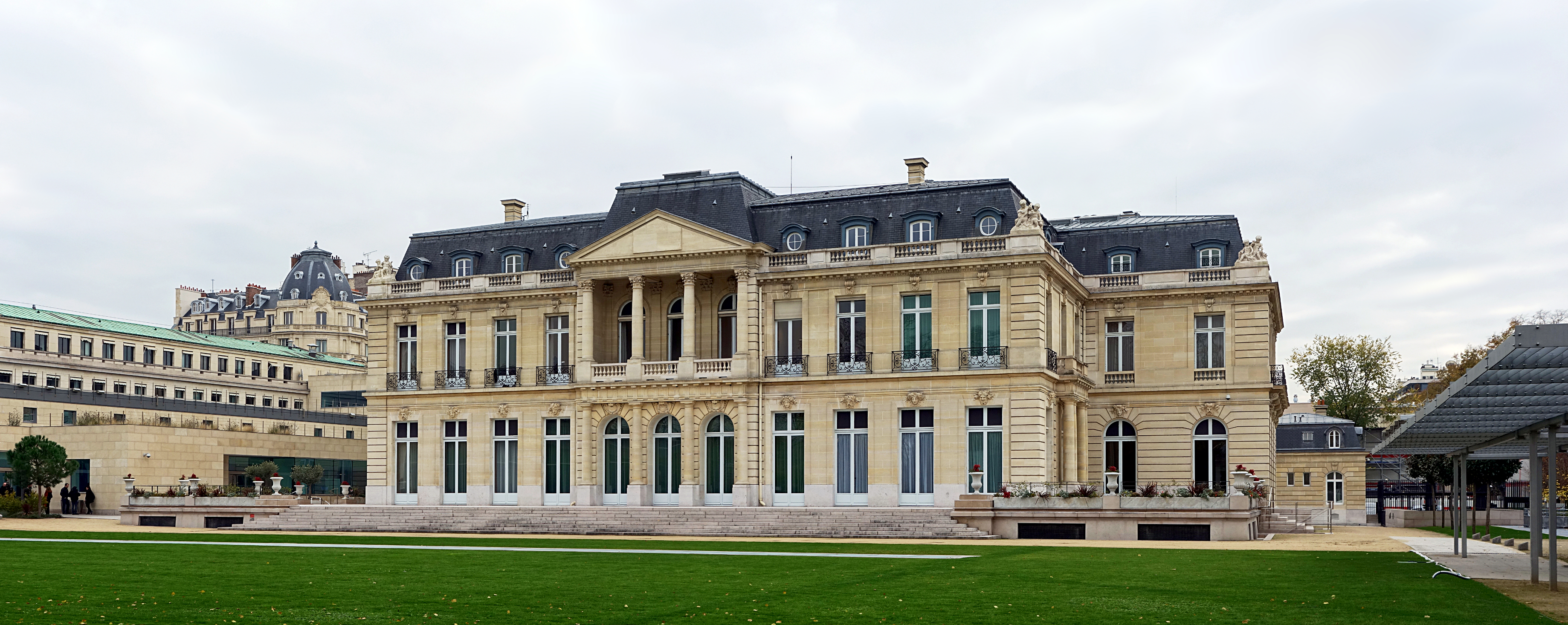
Château de la Muette, Paris en 2013

El Château de la Muette (pronunciación en francés: /ʃato də la mɥɛt/) es un castillo situado en el borde del Bois de Boulogne en París, Francia, cerca de la Porte de la Muette.
Tres castillos se han ubicado en el sitio desde que un pabellón de caza se transformó en el primer castillo de la princesa Margarita de Valois, hija favorita del rey Enrique II de Francia, hermana de los reyes Francisco II, Carlos IX y Enrique III y la primera esposa del rey Enrique IV , en el siglo XVI. El primer castillo fue ampliado y reconstruido sustancialmente por Luis XV. Luis XVI y María Antonieta vivieron en este segundo castillo, y el primer vuelo tripulado, en globo aerostático, partió del castillo en 1783.
El antiguo castillo fue demolido en la década de 1920 para dar cabida a casas importantes, incluido un nuevo castillo construido por Henri James de Rothschild, que ahora forma parte de la sede de la Organización para la Cooperación y el Desarrollo Económicos (OCDE).

## Nombre
El significado de muette no es seguro. En francés moderno, denota una mujer muda. Sin embargo, el nombre del castillo puede derivarse de varias palabras en idioma francés:
muete, una ortografía que aparece con frecuencia hasta el final del siglo XVIII y significa una manada de ciervos;
mues, el asta arrojada por los ciervos en el otoño; o
mue, el periodo de muda de los halcones de caza.
Está claro que el nombre estaba relacionado con la cabaña de caza en el Bois de Boulogne, que los reyes medievales franceses usaban cuando cazaban ciervos en el bosque.

## Historia

### Primer castillo
A finales del siglo XVI, Carlos IX tuvo una cabaña de caza real en el sitio transformada en un pequeño castillo para Marguerite de Valois (popularmente conocida como Reine Margot), la primera esposa de Enrique IV. Aunque su matrimonio siempre fue difícil y finalmente anulado, se hicieron amigos tarde en la vida y ella pudo regresar a París y establecerse en el castillo. Marguerite legó su château al pequeño Dauphin, más tarde Louis XIII, en 1606.
Desde 1606 hasta 1792, la propiedad siguió siendo parte de las fincas reales. En 1716, el castillo se convirtió en la residencia de la duquesa de Berry, Marie Louise Elisabeth d'Orléans, hija de Duc d'Orléans, regente de Francia. Antoine Watteau decoró las habitaciones con chinoiseries. El zar Pedro el Grande de Rusia la visitó. Cuando recibió al emperador ruso, la duquesa apareció "poderosa como una torre". La princesa real era apodada "Joufflotte" ("gordita") por su forma pechugona. En la primavera de 1717, su creciente corpulencia comenzaba a causarle serias molestias, por lo que abandonó la caza y vendió sus caballos de silla. Pero las prodigiosas cantidades de comida que devoraba, regadas con champán y licores fuertes, no eran la causa principal de su repentino engordamiento. Aunque enviudó en 1714, la princesa estaba muy embarazada. A principios de julio, Madame de Berry, que ya no salía de su castillo de La Muette, se encontraba "incomodada" y "se había vuelto tan poderosa" ¡que se temía por su vida! Su embarazo estaba llegando a término y su parto podía acabarse mal. A finales de julio, se informó de que la duquesa había estado en estado crítico unos días antes cuando estaba de parto y daba a luz a un niño. Por eso, dos meses antes, la princesa, muy embarazada, parecía "poderosa como una torre" en presencia de Pedro el Grande. Este embarazo clandestino era conocido en todo París y objeto de muchos rumores. Arouet (Voltaire) fue encarcelado en mayo de 1717 después de haber dicho a un informante de la policía que la hija del Regente se había retirado a La Muette para esperar al momento de su parto. Después de las muertes de su marido en 1714 y del Rey Sol en 1715, la princesa perdió "toda apariencia de autocontrol en su búsqueda de placeres lascivos". En enero de 1716, alumbró una hija en su palacio de Luxemburgo. Las canciones satíricas denunciaban sus amores licenciosos. La duquesa expiró el 21 de julio de 1719 en el Château de la Muette